# Antrophyum lancifolium
Antrophyum lancifolium är en kantbräkenväxtart som beskrevs av Eduard Rosenstock och Masahiro Kato. Antrophyum lancifolium ingår i släktet Antrophyum och familjen Pteridaceae. Inga underarter finns listade.